# Wells (hrabstwo Rutland)
Wells – jednostka osadnicza w Stanach Zjednoczonych, w stanie Vermont, w hrabstwie Rutland.